# Valorant Open Tour France
 (février 2025).
 (mai 2021).
Le Valorant Open Tour France est le premier circuit compétitif français du jeu vidéo Valorant. Ce tournois est organisé par Riot Games en partenariat avec Webedia et la société ZQSD Production. La première édition a eu lieu du 8 au 23 mai 2021,,. Le Valorant Open Tour France était ouvert à toutes les équipes, qu'elles soient amateurs ou professionnelles. Ce circuite était divisé en trois tournois permettant de sélectionner les 8 meilleures équipes qui s'affronta lors d'un tournoi final. Les tournois se divisent en deux phases, les rondes suisses où toutes les équipes inscrites s'affrontent pour obtenir une liste de 32 équipes. Ces 32 équipes s'affronte alors dans un arbre à double élimination. Cette dernière phase est commentée et retransmise en direct sur la chaîne Twitch de Mandatory.

## Commentateurs français
| Liste des commentateurs français | Liste des commentateurs français | Liste des commentateurs français | Liste des commentateurs français |
| -------------------------------- | -------------------------------- | -------------------------------- | -------------------------------- |
| Alexandre "Lutti" Delattre       | Alexandre "Lutti" Delattre       | Corentin "Kiiper0ne" Pagny       | Corentin "Kiiper0ne" Pagny       |
| Adrien "ZeratoR" Nougaret        | Adrien "ZeratoR" Nougaret        | Alexandre "SuriPlay" Carlier     | Alexandre "SuriPlay" Carlier     |

## Saison 2021

### Tournoi de printemps
Le premier tournoi a lieu du 8 au 23 mai 2021. Il permet à 128 équipes de s'affronter lors des rondes suisses. L'ensemble des dotations du tournoi s'élève à 10 000€ avec 5000€ pour l'équipe gagnante. Les trois équipes qui iront le plus loin dans ce tournoi seront qualifiées pour la grande finale qui aura lieu en automne. Le tournoi est remporté par l'équipe Megastitut qui réussira à ne pas perdre un seul match pendant l'entièreté du tournoi.
| Top 3 | Top 3         | Top 3                                       | Top 3              |
| Rang  | Équipe        | Joueurs                                     | Dotation remportée |
| ----- | ------------- | ------------------------------------------- | ------------------ |
| 1     | Megastitut    | Goaster Newzera iDex Shin Keloqz            | 5 000€             |
| 2     | Excel Esport  | Davidp Happy B1GGY Ale Honeybee             | 3 500€             |
| 3     | Team Vitality | Lowkii bramz JESMUND vakk ceNder pm (coach) | 1 500€             |

### Tournoi d'été
Le second tournois a eu lieu du 19 juin 2021 au 4 juillet 2021. Il permet à 128 équipes de s'affronter lors des rondes suisses. L'ensemble des dotations du tournoi s'élève à 10 000€ avec 5000€ pour l'équipe gagnante. Les trois équipes qui iront le plus loin dans ce tournoi seront qualifiées pour la grande finale qui aura lieu en automne. Le tournoi sera remporté par l’équipe BDS qui s’imposera en finale contre les tenants du titre, l’équipe Mégastitut.
| Top 3 | Top 3      | Top 3                                                        | Top 3              |
| Rang  | Équipe     | Joueurs                                                      | Dotation remportée |
| ----- | ---------- | ------------------------------------------------------------ | ------------------ |
| 1     | Team BDS   | rodeN hoppY logaN AKUMAAA takaS wallax (coach) Max0b (coach) | 5000€              |
| 2     | Mégastitut | Goaster Newzera iDex Shin APO Davidp (remplaçant)            | 2500€              |
| 3     | MTP Esport | Killu Vbbooy LowaN Krait NRK                                 | 1500€              |

### Tournoi d'automne
Le troisième tournois a eu lieu du 23 octobre 2021 au 7 novembre 2021. Il permet à 256 équipes de s'affronter lors des rondes suisses. L'ensemble des dotations du tournoi s'élève à 10 000€ avec 5000€ pour l'équipe gagnante. Les deux équipes qui iront le plus loin dans ce tournoi seront qualifiées pour la grande finale qui aura lieu en automne. Le tournoi sera remporté par l’équipe Team Vitality qui s’imposera en finale contre l’équipe Last Dance.
| Top 3 | Top 3         | Top 3                                                   | Top 3              |
| Rang  | Équipes       | Joueurs                                                 | Dotation remportée |
| ----- | ------------- | ------------------------------------------------------- | ------------------ |
| 1     | Team Vitality | bramz ceNder l0udly roxie vakk pm (coach) ZE1SH (coach) | 5000€              |
| 2     | Last Dance    | Goaster HyP APO juseu Shin menegh (coach)               | 2500€              |
| 3     | Alliance (en) | Fearoth hype luckeRRR SEIDER Zik                        | 1500€              |